# Lemonia peilei
Lemonia peilei is een vlinder uit de familie van de herfstspinners (Brahmaeidae). De wetenschappelijke naam van de soort is voor het eerst geldig gepubliceerd in 1924 door Lionel Walter Rothschild.